# 益田市立西南中学校
益田市立西南中学校（ますだしりつ せいなんちゅうがっこう）は、島根県益田市にあった公立中学校。

## 概要
益田市の南西部に位置する、中心部から約20kmの二条地区にあった。
二条地区の農業法人「横尾衛門」の協力による稲作やコメ販売の活動、益田市匹見町出身の和太鼓奏者である今福優の指導による和太鼓演奏、福祉施設「共楽苑」との交流など、特色ある教育活動を行っていた。
2018年3月をもって廃止され、益田市立中西中学校に統合された。

## 沿革
- 1959年 - 二条地区の二条中学校、美濃地区の美濃中学校が統合し創立[2]。
- 2002年 - 校区内の柏原小学校が桂平小学校に統合[1]。
- 2014年 - 校区内の美濃小学校が中西小学校に統合され[1]、中西中学校の校区となる。
- 2018年 - 益田市立中西中学校に統合[2]。

## 校歌
山紫に水清く
冷気あふるる故郷の
この高原の大自然
日や学びの庭として
今よ培え、我が力

## 学区
益田市のうち、柏原と二条の2地区。上黒谷町、桂平町、黒周町、柏原町、愛栄町が該当する。